# بيتار فيليتشكوف
بيتار فيليتشكوف (بالبلغارية: Петър Величков)‏ مواليد 8 أغسطس 1940 في بلغاريا، كان لاعب كرة قدم بلغاري كان يلعب في مركز الوسط. سبق له أن لعب في كأس العالم لكرة القدم مع منتخب بلاده في مونديال عام 1962.

## المسيرة الاحترافية

### أندية لعب لها
- سلافيا صوفيا[2]

## روابط خارجية
- بيتار فيليتشكوف على موقع الاتحاد الدولي (مؤرشف)  (الإنجليزية)
- بيتار فيليتشكوف على موقع قاعدة بيانات كرة القدم.إي يو (الإنجليزية)
- بيتار فيليتشكوف على موقع ناشيونال فوتبول تيمز (الإنجليزية)
- بيتار فيليتشكوف على موقع عالم كرة القدم.نت (الإنجليزية)